# Derecik (Hakkâri)
Derecik (kurdisch Rubaruk oft auch Rubarok) ist eine Kleinstadt und zugleich Verwaltungszentrum des gleichnamigen Landkreises in der türkischen Provinz Hakkâri. Derecik liegt im äußersten Südosten der Türkei etwa 30 km südwestlich von Şemdinli. Die Entfernung zur irakischen Grenze beträgt ca. 10 km Luftlinie.
Der frühere Name des Ortes lautete Rubaruk, abgeleitet vom kurdischen Rûbarik. Dies bedeutet ebenso wie Derecik „kleiner Bach“. Die Gemeinde wurde 1995 gebildet, indem einige Dörfer entlang des Baches zusammengeschlossen wurden.
In Derecik befindet sich eine Kaserne. In dieser wurde nach Darstellung des Menschenrechtsvereins Diyarbakır ein Massengrab entdeckt. Dort befinden sich die sterblichen Überreste einer Gruppe von 120 PKK-Kämpfer, die 1992 bei Kämpfen getötet wurden. Ferner liegen dort 30 PKK-Guerillakämpfer, die bei einem Überfall auf die Kaserne 1993 fielen und 14 weitere Personen, darunter 12 Dorfschützer, die 1994 festgenommen wurden und anschließend verschwanden. Sie wurden erschossen und im Garten der Kaserne verscharrt.
Der Landkreis wurde 2018 aus dem Südwestteil des Kreises Şemdinli gebildet. Er grenzt im Norden an diesen Kreis, die restlichen Grenzen bestehen zum Nachbarland Irak. Der Kreis besteht neben der Kreisstadt noch aus vier Dörfern (Köy) mit durchschnittlich 3106 Bewohnern. Alle Dörfer haben über 1000 Einwohner: Gelişen (4236), Anadağ (4221), Uslu (2208) und Ortaklar (1760 Einw.).